# Praia do Melão
A Praia do Melão é uma praia do Arquipélago de São Tomé e Príncipe, localiza-se a Este da ilha de São Tomé entre as localidades do Samero, de São Marçal, do Pantufo e do Ilhéu Bombom.